# Isaac Carasso
Isaac Carasso (Salónica, Macedonia Central; 21 de enero de 1874 - París, Isla de Francia; 19 de abril de 1939) fue un empresario otomano de origen sefardí. 
Fundador de la empresa Danone, pionero en la comercialización del yogur.
Nació en Salónica, entonces bajo soberanía otomana, donde su familia había vivido desde hace más de 400 años debido a la expulsión de los judíos de España. 
Gracias a sus viajes a Bulgaria conoció el valor nutritivo del yogur, un producto de origen caucásico muy consumido en países como Armenia y Bulgaria. 
Al comenzar de la Primera Guerra Mundial, abandonó Grecia en 1912 cuando la ciudad se independizo y se estableció en Barcelona junto a su mujer y sus tres hijos.
Cuatro años después, con el objetivo de comercializar el yogur y gracias a que Europa había descubierto el yogur gracias a la microbiología, que popularizó este producto lácteo a finales del siglo XIX como portador de efectos benéficos para el organismo en un período en el que eran frecuentes las epidemias gastrointestinales, Carasso se puso en contacto con el Instituto Pasteur de París, que había desarrollado los bacilos que intervienen en la elaboración del producto, Bacillus bulgaricus y Streptococus termophilus e inició su actividad en una Barcelona en la que el consumo de quesos y derivados era algo marginal.  
Al finalizar la guerra comenzó a fabricar artesanalmente el yogur y a venderlo. 
Denominó Danone a la marca en honor a uno de sus hijos, Daniel (Danon en judeoespañol), nacido en 1904. 
La comercialización no fue fácil en un principio, aunque le favoreció el hecho de que los médicos comenzasen a recomendarlo a los pacientes, conocedores de sus propiedades saludables descubiertas por el premio Nobel de Medicina (1908), Iliá Méchnikov. Ese es el motivo de que los primeros danones se vendiesen en farmacias. 
Luego comenzaron a distribuirse en lecherías, granjas, colmados y pastelerías.
Danone ganó un premio internacional en la Feria de Milán. 
La Casa Real española comenzó a utilizarlo, lo que ayudó a su popularización. 
En 1927 Carasso inauguró una fábrica en Madrid y a continuación en toda España. 
La guerra civil truncó temporalmente el ascenso de la empresa. 
Carasso murió al poco de finalizar la contienda y la empresa continuó su andadura en manos de sus hijos y nietos.
- Datos: Q3048978